# Ruf Rt 12

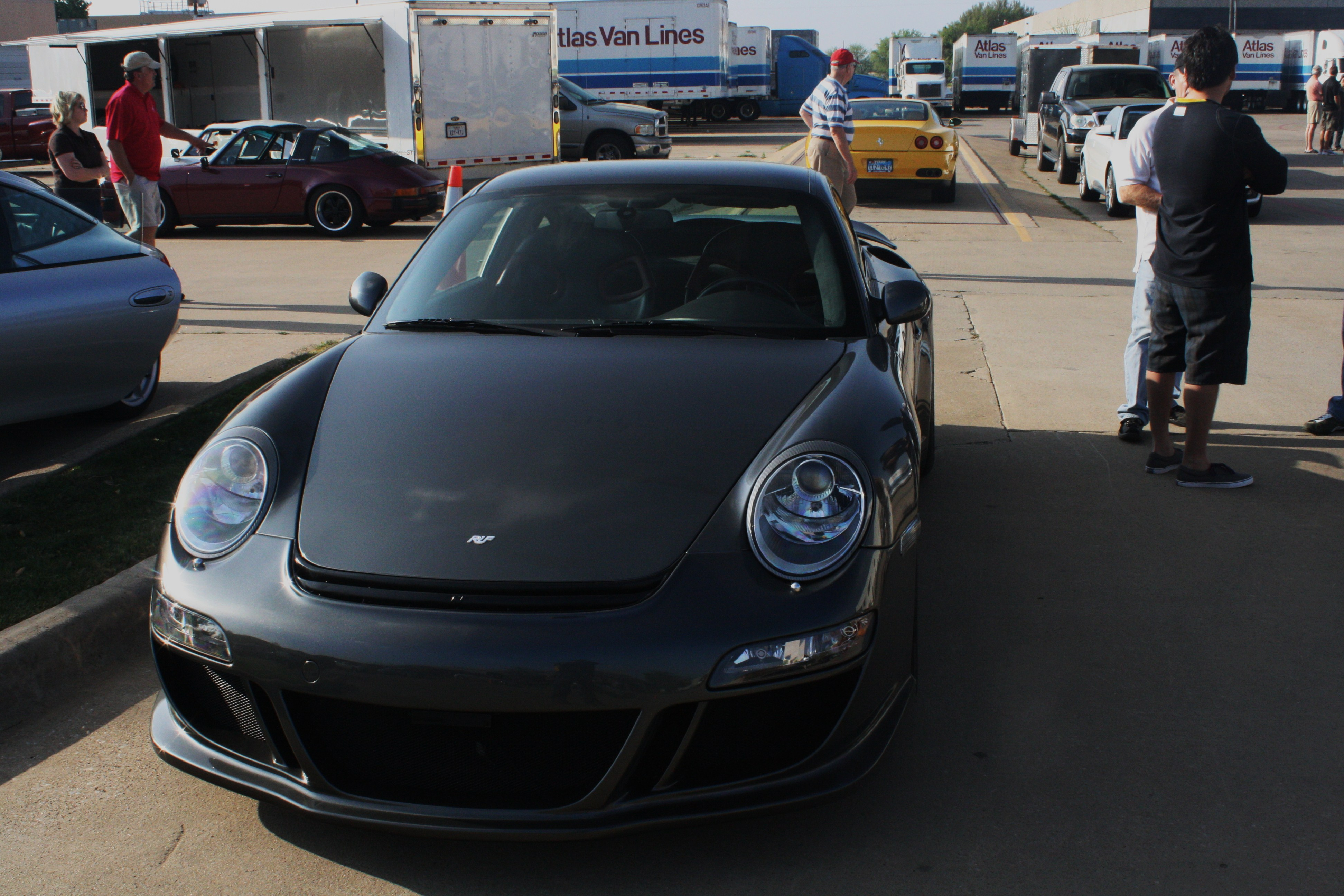
Ruf RT 12

Ruf RT 12 — тюнингована модифікація базової моделі спортивного автомобіля Porsche 997, одна з найпотужніших серед інших власних моделей тюнінг-ательє Ruf.
Розгін Ruf RT 12 0-100 км/год становить 3,4 секунди, а максимальна швидкість 350 км/год зі стандартною коробкою передач, даючи йому чудову потужність на прямолійнійних відрізках траси у порівнянні з поточним поколінням суперкарів, таких як Ferrari Enzo, Porsche Carrera GT і Mercedes-McLaren SLR. Інші суперкари, такі як Dauer 962 Le Mans, Bugatti Veyron і McLaren F1 мають вищу максимальну швидкість, але кожен з цих автомобілів є значно дорожчим.
Хоча максимальна швидкість офіційно зареєстрована як 352 км/год, існує потужніший варіант, який, як повідомляється, має двигун в 685 к.с. (511 кВт) і  максимальну швидкість понад 365 км/год. Кожна Rt 12 виготовляється за специфікацією замовника з різних основних варіантів, таких як задні або всі колеса, системи підвіски та двигунів, фактична вага і потужність, конкретні цифри можуть варіюватися в залежності від кожного окремого автомобіля. Ruf RT 12 своїм екстер'єром нагадує гоночний автомобіль, а інтер'єром — звичайний дорожній автомобіль.
Цей автомобіль є у відео іграх. Наприклад: test drive unlimited, test drive unlimited 2, driver san francisco, forza motosport 4.

## Технічні характеристики
- Двигун —  серійний 6-циліндровий бітурбований "боксер"-опозитний двигун фірми Porsche
- Об'єм — 3746 см³
- Тип трансмісії — 6 МКПП
- Привід — задній
- Споряджена маса, кг — 1608
- Максимальна потужність, к.с. — 650 / 7000
- Максимальний крутний момент — 880 / 3500
- Питома потужність к.с./тонну — 425
- Потужність з літри — 182
- Розгін 0-100 км/год — 3,4
- Розгін 0-200 км/год — 9,8
- Розгін 0-300 км/год — 27,3
- Максимальна швидкість, км/год — 352

## Вартість
Ціна на Ruf Rt 12 стартує від €224,300 ($287,799.33).